# ルートウィヒ・パイシャー
ルードヴィヒ・パイシャー（ドイツ語: Ludwig Paischer、1981年11月28日 - ）は、オーストリアのザルツブルク出身の柔道家。身長170cm。愛称は、ルポ。

## 概要
3歳の時に柔道を始めようと思ったが小さすぎるということで、6歳まで待ってから始めることにした。11歳の頃まではサッカーやテニスにも取り組んでいた。16歳の時に出場したワールドユースゲームズでは準決勝でブラジルの選手に敗れて銅メダルだった。それまではヨーロッパの選手としか対戦したことがなかったことから、この時始めて世界で戦うことを意識するようになった。世界柔道選手権や数々のタイトルで優勝を勝ち取り、2008年・北京オリンピックでは銀メダルを獲得。オーストリア初の柔道家オリンピックメダリストとして一躍有名に。。現役時代は、野村忠宏とライバル同士だった。容姿端麗で大学ではモデルの仕事もしていた。世界大学ランキングの上位の常連校であるルーヴェン・カトリック大学院にてMBA取得。
2004年のアテネオリンピックでは初戦で敗れた。
2008年の北京オリンピックでは決勝で崔敏浩に敗れるも銀メダルを獲得。
2012年のロンドンオリンピックでは2回戦で敗れた。
2016年のリオデジャネイロオリンピックでは初戦で敗れた。
その後引退を表明すると、オーストリアを代表する会社にてマーケッティングに従事。

## 主な戦績
- 1998年 - ワールドユースゲームズ 3位（50kg級）
- 2000年 - 世界ジュニア 2位
- 2001年 - オーストリア国際 優勝
- 2003年 - ロシア国際 3位
- 2003年 - フランス国際 3位
- 2003年 - ドイツ国際 優勝
- 2003年 - ヨーロッパ選手権 3位
- 2004年 - ロシア国際 優勝
- 2004年 - フランス国際 2位
- 2004年 - ドイツ国際 優勝
- 2004年 - ヨーロッパ選手権 優勝
- 2004年 - 世界軍人選手権大会 優勝
- 2005年 - フランス国際 優勝
- 2005年 - ヨーロッパ選手権 2位
- 2005年 - 世界選手権 2位
- 2006年 - 嘉納杯 優勝
- 2006年 - オーストリア国際 優勝
- 2006年 - ヨーロッパ選手権 3位
- 2006年 - 世界軍人選手権大会 優勝
- 2007年 - 世界選手権 3位
- 2008年 - ドイツ国際 優勝
- 2008年 - ヨーロッパ選手権 優勝
- 2008年 - 北京オリンピック 2位
- 2009年 - グランドスラム・パリ 3位
- 2009年 - グランプリ・チュニス 3位
- 2009年 - グランドスラム・リオデジャネイロ 優勝
- 2009年 - グランプリ・アブダビ 2位
- 2010年 - ヨーロッパ選手権 2位
- 2010年 - 世界選手権 7位
- 2010年 - グランプリ・ロッテルダム 2位
- 2012年 - ワールドカップ・ローマ 優勝
- 2013年 - ヨーロッパオープン・グラスゴー 優勝
- 2014年 - グランプリ・ザグレブ 優勝
- 2014年 - グランプリ・青島 3位
- 2016年 - ヨーロッパオープン・オーバーヴァルト 優勝

（出典、JudoInside.com）